# Oldtidsstien
Oldtidsstien er en ca. 4 km lang vandresti, som slynger sig gennem det omkring 100 hektar store område af park, skov, åbne marker og strand, som hører til Moesgård syd for Aarhus. Ruten, som er markeret af hvide sten med en rød plet, strækker sig mellem Moesgård herregård og Moesgård Strand.
Undervejs går man blandt andet gennem Oldtidsskoven. I denne skov, som blev plantet i 1964, kan man se en række forskellige skovtyper, der illustrerer den danske skovs udvikling fra stenalder til jernalder. Ligeledes passeres adskillige gravmonumenter og rekonstruktioner af huse fra oldtiden.
Kimen til Oldtidsstien blev lagt i slutningen af 1950'erne af professor P.V. Glob fra Forhistorisk Museum (det tidligere navn for Moesgaard Museum), som lancerede en plan om at skabe en forhistorisk nationalpark i Moesgårdskovene og på de nærliggende åbne arealer. Arbejdet med at føre planen ud i livet gik i gang de følgende år, hvilket inkluderede den første udgave af Oldtidsstien med et lidt anderledes forløb end nutidens.

## Ruteforløb
I en folder udgivet af Forhistorisk Museum i 1973 lyder det: "Oldtidsstien fører Dem igennem et stykke af Danmarks smukkeste natur."
I sit nuværende ruteforløb udgår Oldtidsstien stadig fra Moesgårds hovedbygning fra 1778, som indtil 2014 husede Moesgård Museum. Herfra føres man ned gennem herregårdsparken og den i 2018 genetablerede frugthave, hvor der udover forskellige æblesorter er plantet spisekastanjer og valnødder. . Herfra fører stien ud på overdrevet (Jens Michelsens toft). På denne mark, Monumentparken, der afgræsses af gotlandske får, kan man se omhyggeligt genopstillet oldtidsgrave, der af forskellige grunde ikke har kunne bevares på deres oprindelige lokalitet. Man har i sin tid lagt vægt på at placere oldtidsmindesmærkerne på en måde i terrænet, der svarer mest muligt til deres oprindelige beliggenhed.
Dernæst passeres højryggede agre fra vikingtiden i skoven, fiskestryget ved Skovmøllen, hvor vandstæren ofte ses jage i vinterhalvåret, og langdyssen fra 3500 f.v.t. inden man bevæger sig ind i Ellesumpen. Denne skovtype er en sjældenhed i nutidens produktionsskove, hvor man langt de fleste steder har drænet skovbunden og tilplantet med andre træarter. En gangbro bugter sig henover skovmosen, der udover elletræer har tuer med rig urtevækst med blandt andet almindelige mjødurt, småbladtet milturt og den gule engkabbeleje. De ældste, flerstammede træer i sumpen er resultatet af stævningsdrift. Sidste gang disse træer blev stævnet var formentligt under 2. verdenskrig.
I Oldtidsskoven kan man opleve, hvordan de danske skove har udviklet sig siden de første træarter indfandt sig efter den sidste istid. Skovområdet er således inddelt i den åbne Birke-fyrretid (9550-8250 f.v.t.), den tættere Hassel-fyrretid (8250-7500 f.v.t.), den skyggefulde Ældre lindetid (7000-3800 f.v.t.), den lune Yngre lindetid (3800-700 f.v.t.) og Bøgetid (700 f.v.t. til i dag). Der er opstillet skilte, som markerer overgangen mellem de forskellige perioder og fortæller om skovtyperne. Oldtidsskoven drives nu til dags som en form for urørt skov, hvor man dog af hensyn til formidlingen fjerner de træer, som ikke passer i de enkelte skovperioder. Resten får lov at vokse vildt og døde træer får lov at ligge, hvilket giver gode betingelser for en højere biodiversitet.
Helt nede ved stranden går Oldtidsstien forbi Stigsnæsdyssen, Giberåens udløb og Fiskerhuset, der blev bygget omkring 1855. Vejen går derefter tilbage vestpå langs Giber Å. På dette stræk kan man se en kampesten med runeindskrift. Stenen, som er gravet op fra gårdspladsen på Moesgård i 1960'erne, fik dog først sine runer omkring 1980. Den ukendte ophavsmand kom i skyndingen til at indhugge teksten, fortsat revolution, spejlvendt..
Oldtidsstien ender tilbage ved hovedbygningen på Moesgård. Man kan eventuelt slutte af med at krydse over vejen fra hovedbygningen for at se den rekonstruerede stavkirke (opført 1995-97) fra Hørning sydøst for Randers. Eller eventuelt fortsætte lidt længere op ad bakken for at besøge det nye Moesgaard Museum.

## Galleri
- Moesgård hovedbygningen
- Parken ved herregården er anlagt som en engelsk landskabshave omkring 1790.
- Rostrupkisten på Jens Michelsens toft.
- Hellekisten fra Karlstruphøjen, rekonstrueret på Jens Michelsens toft.
- Møllehuset og fiskestryget ved Moesgård Skovmølle.
- Infotavle i Oldtidsskoven.
- Oldtidsskoven - vandløb
- Giberåens udløb ved Fiskerhuset.
- Oldtidsstien følger nogle steder Giberå tæt.
- Oldtidsstien er markeret med store hvidmalede sten med en rød plet.
- Udgangspunktet for rekonstruktionen af stavkirken er en udgravning af en trækirke ved Hørning.

## Læs mere
- Kirkeby, Jens: Guide til dyrelivet og fuglene ved Oldtidsstien på Moesgård. 2001 Moesgård Museum.
- Mahler, Viggo: Guide til insekterne ved oldtidsstien på Moesgård. 1999 Moesgård Museum.
- Fyhn, Mette Wessel: Guide til kultursporene i landskabet. 2006 Moesgård Museum.
- Moesgaard Museum: Oplev naturen
- GPS: Kort over ruten på Waymarked Trails